# Интегрална схема
Интегрална схема (ИС, микрочип или чип) е електронна схема с миниатюрни размери, състояща се от полупроводникови устройства и пасивни компоненти. Реализира се обикновено върху тънък кристал от силиций или друг полупроводник (чип).

## История

### Раждането на ИС
През април 1949 немският учен Вернер Якоби (Siemens AG) патентова подобно на ИС усилващо устройство съдържащо 5 транзистора, подредени в схема на тристъпален усилвател. Якоби разработва малък и евтин слухов апарат като приложение на патента. Няма данни патентът да е бил използван за търговски цели.
Концепцията за ИС е разработвана и от учения Джефри Дъмър (Geoffrey Dummer, 1909 – 2002), който работи в областта на радарите за Министерството на отбраната на Великобритания. На 7 май 1952 г. представя концепция за интегрална схема по време на технологична конференция (Symposium on Progress in Quality Electronic Components) във Вашингтон – САЩ.. Дъмър не успява да създаде работеща интегрална схема и след няколко неуспешни опита през 1956 г. Министерство на отбраната прекратява финансирането на проекта му.
Предшественик на ИС е идеята да се създадат малки керамични плочки (подложки), всяка от които да съдържа миниатюризиран компонент. Компонентите след това могат да бъдат интегрирани и свързани в двуизмерна или триизмерна решетка. Тази идея изглежда многообещаваща през 1957 г., предложена е на американската армия от Джак Килби и води до краткосрочния проект Micromodule Program В хода на този проект Килби измисля нова революционна конструкция за ИС.
Първата ИС е създадена независимо от двама учени: Джак Килби от Texas Instruments, който патентова изобретението си като „Стабилна схема“, направена от германий, на 6 февруари 1959 г. Килби получава патенти със следните номера: Щатски патент 3 138 743, Щатски патент 3 138 747, Щатски патент 3 261 081 и Щатски патент 3 434 015. Робърт Нойс от Fairchild Semiconductor патентова по-сложна „единна схема“ направена от силиций на 25 април 1961. 

### Други разработки
В началото на 80-те години са създадени програмируеми логически устройства. Тези устройства съдържат вериги, чиито логически функции и свързаност могат да бъдат програмирани от потребителя, а не да бъдат фиксирани от производителя. Това позволява единствен чип да може да изпълнява различни функции като логически елементи, суматори, и регистри. Последните схеми от този тип се наричат FPGA (Field Programmable Gate Arrays – интегрална схема, съдържаща програмируема логика).

## Общи сведения
Интегралните схеми са миниатюрни електронни изделия, които съдържат голям брой елементи (транзистори, диоди, резистори), задължително изработени по една и съща технология и монтирани в общ корпус. Интегралните схеми повтарят известни електронни схеми с дискретни елементи: усилватели, стабилизатори, тригери и др.
С развитието на технологиите в интегрално изпълнение се правят и микропроцесори с милиони транзистори.
Изработването на ИС става възможно след напредъка на полупроводниковата технология в средата на 20 век и откритието, че полупроводниковите устройства могат успешно да изпълняват функциите на електронните лампи, с които са били реализирани електронните схеми дотогава. Първоначално полупроводниковите устройства са изработвани като отделни дискретни елементи, монтирани върху печатните платки. Много бързо обаче се преминава към още по-голяма миниатюризация – производството на много отделни елементи върху една силициева пластина по планарна технология. Големите предимства на ИС са значително по-малкият размер, надеждност, скорост и ниска консумация на ток. Миниатюризацията дава и възможност за многократно по-голям обем на производството и възможност за увеличаване на сложността на схемите. Не след дълго електронните лампи и печатните платки са изцяло заместени от ИС. Само половин век след откриването на ИС те са вече неразривна част от всяко електронно устройство и без тях са немислими съвременните комуникации (включително Интернет), наука, медицина, производство и транспорт. С тях е свързана и цифровата революция, която според мнозина е едно от най-значителните събития в историята на човечеството.

## Видове
В зависимост от функционалното им предназначение, ИС могат да се класифицират като аналогови, цифрови и комбинирани. Цифровите се състоят главно от транзистори. Аналоговите схеми съдържат също така и резистори и кондензатори.

### Цифрови интегрални схеми
Цифровите ИС могат да съдържат в няколко квадратни милиметра от един до милиони отделни логически елементи, тригери и мултиплексори. Поради малкия размер на отделните елементи схемите работят с много малка разсеяна мощност и висока скорост и могат да бъдат изработвани с много по-ниска производствена цена от техните предшественици. Тези цифрови интегрални схеми са типично микропроцесори, DSP (Digital Signal Processor) и микроконтролери; работят като използват двоична бройна система и приемат „1“ и „0“ сигнали.

### Аналогови интегрални схеми
Аналоговите ИС, като сензори, захранващи вериги, операционни усилватели, работят като обработват непрекъснати сигнали. Те изпълняват функции като усилване, филтриране, демодулация, честотно умножение на аналогови сигнали и др.

### Комбинирани интегрални схеми
Комбинираните ИС комбинират аналогови и цифрови вериги върху единствен чип за да създават устройства като Аналогово-цифров преобразувател (АЦП) и Цифрово-аналогов преобразувател (ЦАП). Такива схеми предлагат по-малък размер и по-ниска цена, но трябва да бъдат внимателно използвани заради интерференцията на сигналите.
В зависимост от технологията на производството им, могат да се разделят също на полупроводникови, слойни, хибридни и съвместими.

### Полупроводникови интегрални схеми
Представляват малък изкуствен силициев кристал с размери 3×3 mm, в който се формират транзистори, диоди и резистори. Колкото по-наблизо са разположени транзисторите и колкото по-малка е тяхната площ, толкова интегралната схема е по-качествена.

### Слойни интегрални схеми
Те биват 2 вида – тънкослойни и дебелослойни.
Тънкослойни – изработват се върху малка подложка от изолационен материал (стъкло, керамика), като елементите са резистори, кондензатори и бобини с малка индуктивност. Не се изработват транзистори и диоди. Името тънкослойни идва от дебелината на елементите (до 5 µm). Чрез тънкослойната технология се изработват набори, съдържащи до 50 резистора и кондензатора.
Дебелослойни – не съдържат транзистори и диоди, а само резистори, кондензатори и бобини. Дебелината на елементите е 100 µm, интеграцията е до 50 елемента на една подложка. Изработват се без да има нужда от вакуум, и затова са по-евтини.

### Хибридни интегрални схеми
Подобни са на тънкослойните и дебелослойните, като първоначално се изработват резисторите и кондензаторите и се формират метални площадки, а след това към тях се запояват диодите и транзисторите, изработени по друга технология. Тези интегрални схеми са с малка степен на интеграция. По тази технология се произвеждат аналоговите интегрални схеми.
Разделението се извършва в зависимост и от други признаци:
- в зависимост от вида на транзисторите: биполярни, полеви (униполярни) и смесени.
- в зависимост от степента на интеграция биват:
  - с малка степен на интеграция (до 10 елемента),
  - със средна степен на интеграция (до 100 елемента),
  - с голяма степен на интеграция (до 10 000 елемента) и
  - свръхголяма степен на интеграция (над 10 000 елемента).
- в зависимост от мощността на разсейване биват:

маломощни (до 0,3 W), средномощни (до 3 W) и мощни (над 3 w)
- в зависимост от граничната честота: нискочестотни (до 3 MHz), средночестотни (до 30 MHz), високочестотни (до 300 MHz) и свръхвисокочестотни СВЧ (над 300 MHz)
- в зависимост от времето на превключване: с малко бързодействие (50 ns), средно бързодействие (5 ns), голямо бързодействие (под 5 ns).

## Приложения
По-малко от половин век след създаването им ИС са широко разпространени. ИС са в основата на съвременната електроника – микропроцесорите, RAM паметите и ASIC чиповете намират приложение в компютрите, мобилните телефони домашните електроуреди, комуникациите, производството, транспортните системи и много други.
Всъщност много социолози смятат, че „създадената от ИС цифровата революция“ е едно от най-важните събития в човешката история.
Разработването на ИС е скъпо, но когато бъдат пуснати в масово производство, цената на единичната бройка намалява. Производителността на ИС е висока заради малкия размер, който позволява логически елементи с ниска консумация на електроенергия (като CMOS) да бъдат използвани при високи честоти.
Размерът на ИС е намалявал през годините, позволявайки повече елементи да бъдат интегрирани в един чип. Това увеличаване на капацитета може да бъде използвано за намаляване на цената или за увеличаване на функционалността – виж Закон на Мур, който в модерната си интерпретация гласи, че броят на транзисторите в ИС се удвоява на всеки две години. Най-общо казано с намаляването на размера почти всичко се подобрява – цената на единична бройка, консумираната мощност намалява и скоростта се увеличава.